# Sous-tonique
 (juillet 2012).
Si vous disposez d'ouvrages ou d'articles de référence ou si vous connaissez des sites web de qualité traitant du thème abordé ici, merci de compléter l'article en donnant les références utiles à sa vérifiabilité et en les liant à la section « Notes et références ».

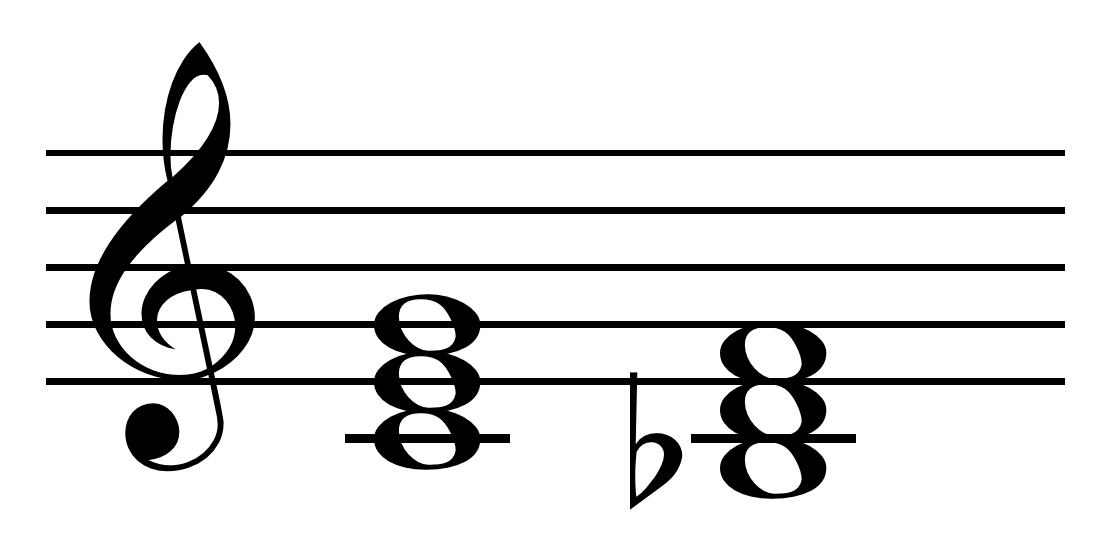
Tonique et sous-tonique en do majeur

Dans la musique tonale, la sous-tonique désigne le septième degré d'une gamme, exclusivement lorsque celui-ci est situé une septième mineure au-dessus du degré principal, la tonique — soit une seconde majeure au-dessous, conformément à la règle des renversements.
Par exemple, la note si{\displaystyle \flat } est la sous-tonique de la gamme de do mineur.
Par sa distance à la tonique (un ton), la sous-tonique a un caractère stable ; elle est caractéristique de la musique modale. L'utilisation de la sous-tonique en musique tonale classique, est exceptionnelle. Il peut s'agir, soit d'une note de passage — par exemple, dans la forme descendante du mode mineur mélodique (dans ce cas, elle n'est plus vraiment un degré) —, soit d'un emprunt à la musique modale.
Lorsque le VIIe degré est situé, non plus un ton au-dessous de la tonique, mais un demi-ton diatonique au-dessous, le degré en question doit être qualifié de note sensible.